# 1980年夏季残疾人奥林匹克运动会爱尔兰代表团
1980年夏季残疾人奥林匹克运动会爱尔兰代表团是爱尔兰派出的1980年夏季残疾人奥林匹克运动会代表团。获得4枚金牌、2枚银牌和11枚铜牌。